# Mila caespitosa
Mila caespitosa ist die einzige Pflanzenart der monotypischen Gattung Mila in der Familie der Kakteengewächse (Cactaceae). Der Gattungsname ist ein Anagramm zu Lima, der Hauptstadt Perus. Das Artepitheton caespitosa stammt aus dem Lateinischen, bedeutet büschelig und verweist auf die Wuchsform der Art.

## Beschreibung
Die Gattung umfasst kleinbleibende, cereenartig wachsende, teilweise sprossende Kakteen. Die Dornen sind kräftig, steif bis weich und teilweise in Haarborsten übergehend. Die kurzröhrigen Blüten erscheinen im Scheitel, sind trichterig und meist gelb bis weißlich. Die Früchte sind kleine, saftige und unbedornte Beeren.

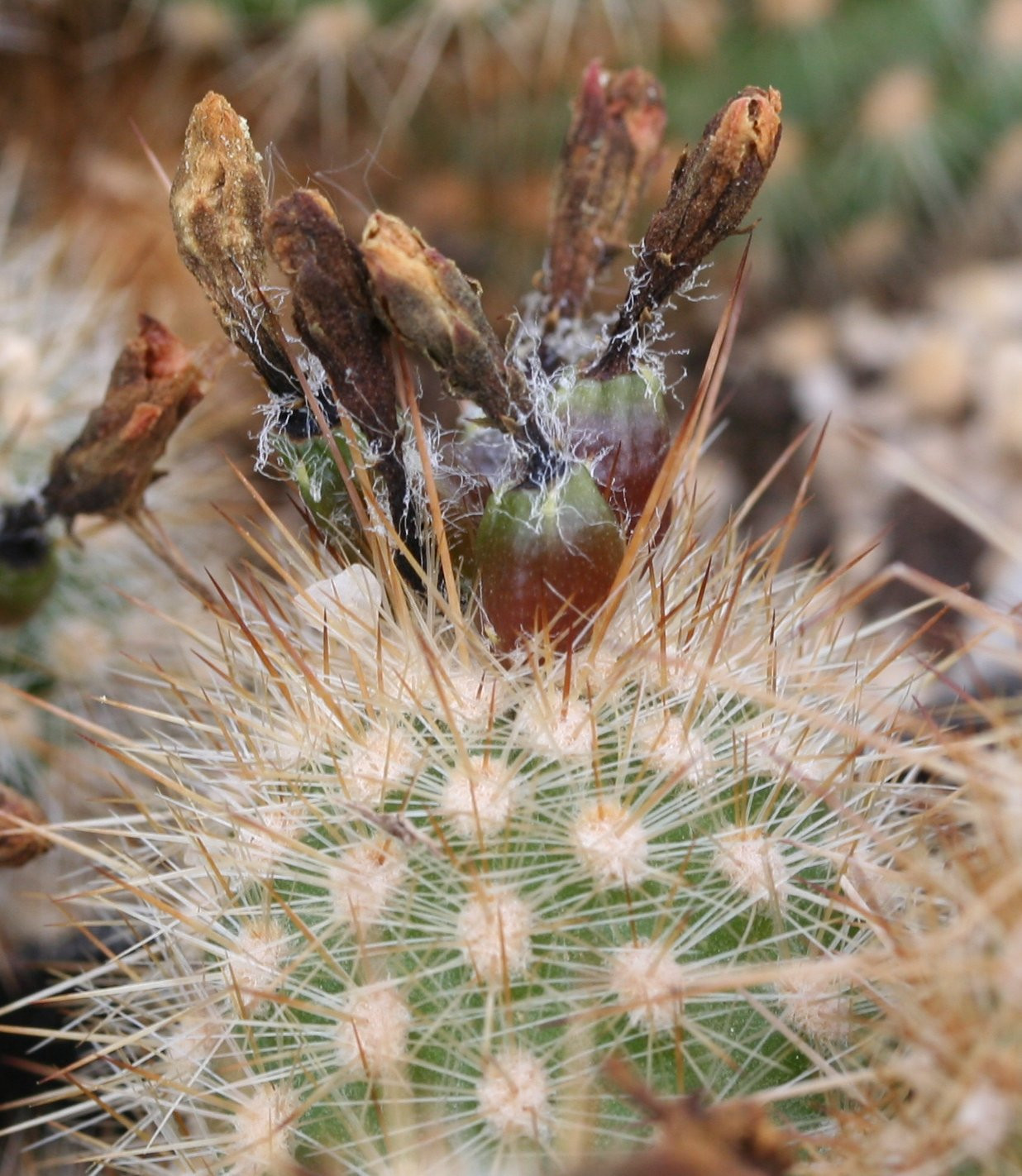
Früchte

## Verbreitung, Systematik und Gefährdung
Das Vorkommen der Art erstreckt sich über die westlichen Anden in Peru auf 1000 bis 2500 m Höhe.
Die Erstbeschreibung der Gattung Mila mit der einzigen Art Mila caespitosa wurde 1922 von Nathaniel Lord Britton und Joseph Nelson Rose veröffentlicht.
Es werden folgende Unterarten unterschieden:
- Mila caespitosa subsp. caespitosa
- Mila caespitosa subsp. pugionifera (Rauh & Backeb.) D.R.Hunt

Ein nomenklatorisches Synonym ist Echinopsis maytana Molinari (2015), ein Ersatzname (nom. nov.) für Echinopsis caespitosa J.A.Purpus (1917). Taxonomische Synonyme mit Artrang sind Mila kubeana Werderm. & Backeb. (1931), Mila kubei Backeb. (1931), Mila nealeana Backeb. (1934), Mila alboareolata Akers (1953), Mila cereoides Rauh & Backeb. (1957), Mila lurinensis Rauh & Backeb. (1957), Mila sublanata Rauh & Backeb. (1957), Mila albisetacea Rauh & Backeb (1958), Mila breviseta Rauh & Backeb. (1958), Mila densiseta Rauh & Backeb. (1958) und Mila fortalezensis Rauh & Backeb. (1958).
In der Roten Liste gefährdeter Arten der IUCN wird die Art als „Vulnerable (VU)“, d. h. als gefährdet geführt.

## Botanische Geschichte
Die Geschichte der Gattung ist durch eine Vielzahl von Erstbeschreibungen vermeintlich eigenständiger Arten geprägt. Die Ursache dafür liegt in der großen Variabilität der Art. Im Werk von Walther Haage werden noch 11 Arten und einige Unterarten aufgeführt. Bei David Hunt sind es noch 4 Arten. In der neueren Literatur wird die Gattung mit nur einer Art, Mila caespitosa, als monotypisch angesehen. Diese Einordnung wird durch molekularbiologische Untersuchungen unterstützt.